# Col de la Croix de Bauzon
De Col de la Croix de Bauzon is een 1308 meter hoge bergpas in het Centraal Massief.
De col is gelegen in het departement Ardèche. De pasweg start langs de westelijke kant in de gemeenten Borne en langs de oostzijde in de gemeente Jaujac. De pashoogte ligt op de grens van de gemeentes Borne en La Souche. De pas verbindt de valleien van de Lignon (oost, zijrivier van de Ardèche) en de Borne (west, zijrivier van de Chassezac). De Chassezac is op zich ook weer een zijrivier van de Ardèche.
De pas ligt tezamen met de col du Bez (1229 m), die in het verlengde van de col de la Croix de Bauzon ligt, parallel aan de drukkere col de la Chavade (1266 m).

## Wielrennen
De col werd in de Ronde van Frankrijk 2015 beklommen.